# 史蒂芬·瓊斯 (政治人物)
史蒂芬·瓊斯（Stephen Jones，1965年6月29日—）是一位澳洲政治人物，他的黨籍是澳洲工黨。自2010年開始，他是索羅斯比選區選出的澳洲眾議院的議員。他現在擔任影子內閣的健康大臣。